# Seiko

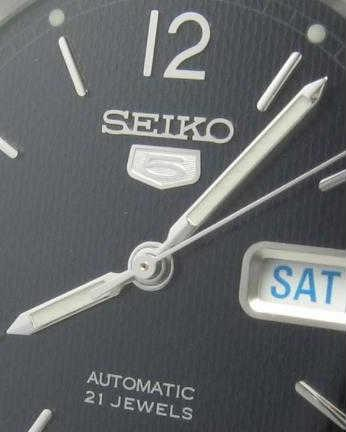

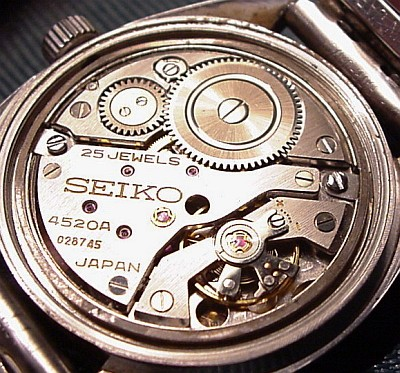
mechanizm Seiko z 25 kamieniami

Seiko Holdings Corporation (jap. セイコーホールディングス株式会社 Seikō Hōrudingusu Kabushiki-gaisha), w skrócie Seiko – japoński producent zegarków z siedzibą w Chūō w Tokio założony w 1881 roku.

## Historia

### Początki  (1881–1945)
Seiko powstało w 1881 roku, kiedy to Kintarō Hattori otworzył sklep i serwis zegarków w centralnej części Tokio (K. Hattori & Co) natomiast w 1892 otwiera fabrykę Seikosha i jeszcze w tym samym roku rozpoczęto produkcję zegarów ściennych, a 3 lata później – zegarków kieszonkowych.
W 1913 roku, ze względu na wzrastającą popularność zegarów kieszonkowych, Kintarō Hattori poszedł krok na przód i postawił zadanie stworzenia pierwszego japońskiego zegarka na rękę z linii Laurel, które produkowano od 30 do 50 egzemplarzy dziennie.
W czasie trwania I Wojny Światowej firma otrzymała potężne zamówienia z Europy m.in. Francji i Wielkiej Brytanii, co przyczyniło się do błyskawicznego wzrostu japońskiego eksportu. W 1923 roku w wyniku trzęsienia ziemi w Kantō, zniszczona została fabryka Seikosha. Mimo ogromnych zniszczeń, Kintaro Hattori podjął decyzję o odbudowie fabryki i szybkim przywróceniu wszystkich operacji firmy. Odbudowa trwała około roku, w tym czasie firma rozbudowała się i modernizowała, co umożliwiło zwiększenie wolumenu produkcji i rozwój nowych technologii. W 1924 roku rozpoczęto produkcję zegarków pod marką Seiko.
W 1929 roku, podczas wielkiego rozwoju sieci linii kolejowych w Japonii, Seiko zostało wybrane na oficjalnego dostawcę Japan National Railways, a 3 lata później skonstruowano zegar Wako w dzielnicy Ginza.
W 1934 roku zmarł założyciel Seiko - Kintarō Hattori.
W 1937 roku złożono Daini Seikosha (później Suwa Seikosha)  jako oddzielny zakład Seikosha. Cele były jasne - skupić się na rozwoju nowych metod produkcji, które pomogą zwiększyć wydajność i jakość. Niestety, wybuch II wojny chińsko-japońskiej (1937), II wojny światowej (1939 roku) sprawił, że produkcja zegarów i zegarków dla cywili została zawieszona, a zakład skupił się na produkcji zegarków dla wojska. W czasie wojny zakład został zniszczony, a produkcja została przeniesiona do mniejszych miejscowości.

### Dynamiczny rozwój (1946-1969)
Po zakończeniu wojny marka Seiko powróciła do produkcji cywilnej i w 1948 roku została dopuszczona do inspekcji Ministerstwa Handlu Międzynarodowego, co umożliwiło jej konkurowanie z zachodnimi producentami.
Od lat 50. XX wieku Seiko przechodziła okres dynamicznego rozwoju. W 1951 roku  firma wyemitowała pierwszą reklamę w radiu i 2 lata później pierwszą w telewizji. W 1956 roku firma zaprezentowała Seiko Marvel  pierwszy nowoczesny i precyzyjny zegarek po okresie stagnacji lat 30 i 40. XX wieku.
W 1959 roku firma wprowadziła na rynek dwa modele zegarków: Gyro Marvel i Crown. Gyro Marvel został wyposażony w własnej konstrukcji system antywstrząsowy Diashock, chroniący najbardziej wrażliwą część mechanizmu, oraz zastrzeżony system magicznej dźwigni (tzw. magiczną dźwignię), który pozwalał na automatyczny naciąg w obu kierunkach. Model Crown stanowił udoskonaloną wersję Marvel oraz Laurel Alpinist, będący uniwersalnym, sportowym zegarkiem o klasycznym wyglądzie.
W 1960 roku firma zaprezentowała pierwszy model zegarka z linii Grand Seiko cechujący się wysoką precyzją chodu, czytelnością i wytrzymałością. W 1960 roku Grand Seiko uzyskał „doskonały” wynik w międzynarodowym teście chronometrów, a co w tamtym czasie dawało mu status najdokładniejszego zegarka naręcznego na świecie.
W 1964 roku firma Seiko został oficjalnym chronometrażystą Letnich Igrzysk Olimpijskich w Tokio, a zegarki na ich potrzebę zostały zaprojektowane i testowane przez Adriaana Paulena, ówczesnego prezydenta IAAF. Jeszcze w tym samym roku firma Seiko rozpoczęła produkcję zegarków z fabrycznie wbudowanym stoperem, natomiast rok później – zegarków wodoodpornych (z możliwością zanurzenia w wodzie do maksymalnej głębokości 150 metrów).
W 1965 roku Seiko dołączyło do wąskiego grona pionierów produkujących zegarki naręczne dla płetwonurków z modelem 6217-8000/1, znanym też jako 62MAS. Nazwa ta wywodzi się od mechanizmu 6217A i katalogowego opisu “SeikoMAtic Selfdater”. Model ten charakteryzował się wysoką wodoszczelnością 150 metrów oraz dużymi indeksami godzin i powiększoną kopertą o średnicy 37 milimetrów.
Zegarek ten został wybrany jako wyposażenie 8. Japońskiej Wyprawy Badawczej na Antarktydę w 1966 roku. Po trzech latach, w 1968 roku, na rynek trafiła kolejna generacja 6105-8xxx, znana pod nazwą „Żółw”. W tym samym roku Seiko wprowadziło na rynek Diver 300M Hi-Beat, wyposażony w pierwszy japoński mechanizm pracujący z częstotliwością 10 Hz, stając się drugim producentem tego typu mechanizmów na świecie (po Girard-Perregaux).
W 1969 roku marka Seiko wprowadziła dwa nowe produkty na rynek, które miały znaczący wpływ na przyszłość mechanizmów zegarkowych. Pierwszy z nich Seiko 5 Sport Speed-Timer, który stał się pierwszym na rynku zegarkiem z automatycznym naciągiem i komplikacją stopera. Do jego konstrukcji wykorzystywano pionowe sprzęgło i koło kolumnowe, które wpłynęły na lepszą pracę komplikacji. Drugim, ważniejszym wydarzeniem było wprowadzenie na rynek pierwszego naręcznego zegarka kwarcowego – z linii Quartz Astron.

### Rozwój technologii kwarcowej - lata 70. i 80. XX wieku
W 1973 roku na rynku pojawiły się pierwsze zegarki z wyświetlaczem LCD, zaś dwa lata później wodoodporny zegarek z obudową wykonaną z tytanu i możliwością zanurzenia w wodzie na maksymalną głębokość 600 metrów.
Lata 80. XX wieku przyniosły zegarki z wbudowanym tunerem TV (1982), dyktafonem (1983), analogowe zegarki kwarcowe z chronografem (1983), z funkcjami komputerowymi (1984), ceramiczne (z wodoodpornością do 1000 m głębokości) (1986), a także “A.G.S.” cal. 7M22 (1988).

### Czas innowacji  - lata 90. XX wieku
Lata 90. dla zegarków Seiko były czasem wielu innowacji i osiągnięć. Firma zaprezentowała szereg nowych modeli, w tym zegarki do nurkowania z cyfrowym wyświetlaczem i czujnikiem głębokości, a także modele Kinetic ze stoperem, wskazaniem drugiej strefy czasowej oraz wersją z wiecznym kalendarzem. W tym okresie opracowano także zegarek Thermic z mechanizmem generującym energię elektryczną dzięki ciepłocie ciała noszącego go. Seiko wprowadziło także zegarki sterowane radiowym sygnałem czasu.
W 1992 roku został oficjalnym dostawcą pomiaru czasu Letnich Igrzysk Olimpijskich w Barcelonie.
W 1998 roku na rynek wchodzi nowa generacja zegarków analogowych, natomiast rok później premiera ma miejsce Spring Drive - zegarki z miernikiem sprawność kwarcu, a także Ultimate Kinetic Chronograph.

### Czasy współczesne
W 2005 roku na rynek wchodzą zegarki z kontrolerem fal radiowych, a rok później zaprezentowano E-Ink - zegarki stworzone na bazie elektronicznego tuszu. W 2010 zostaje zaprezentowany zegarek EPD z aktywnym systemem matrix, a w 2012 – z solarem GPS.
Grand Seiko zdobyło nagrodę „Petite Aiguille” podczas Grand Prix d'Horlogerie de Genève 2014 za Grand Seiko Hi-Beat 36000 GMT Limited Edition, wybraną z krótkiej listy sześciu wyjątkowych zegarków. W 2016 roku, podczas targów Baselworld 2016, firma Seiko zaprezentowała Seiko Credor Fugaku Tourbillon Limited Edition Watch – pierwszy mechanizm tourbillon firmy Seiko.
W 2017 roku marka Grand Seiko stała się niezależną, samodzielną spółką.

## Kalendarium
1881 – Kintarō Hattori założył w Tokio warsztat naprawy zegarków.
1892 – Kintarō Hattori otworzył fabrykę pod nazwą Seikōsha i wyprodukował własne zegary ścienne i budziki.
1895 – Seikōsha rozpoczęła produkcję zegarków kieszonkowych pod nazwą Timekeeper.
1913 – pierwszy japoński zegarek na rękę wyprodukowany przez firmę Seikōsha pod nazwą Laurel.
1924 – Seikōsha wprowadziła Seiko jako markę i po raz pierwszy nazwa Seiko została wydrukowana na tarczy.
1929 – Seiko została oficjalnym dostawcą wyposażenia dla Japońskich Kolei Państwowych.
1956 –  premiera systemu antywstrząsowego Diashock.
1965 – pierwszy japoński mechaniczny zegarek do nurkowania - 62MAS.
1969 – firma prezentuje pierwszy na świecie zegarek kwarcowy, Seiko Quartz Astron.
1972 – premiera pierwszego na świecie zegarka kwarcowego LCD z sześciocyfrowym wyświetlaczem cyfrowym.
1978 – w sprzedaży pojawia się pierwszy na świecie zegarek  do nurkowania z mechanizmem kwarcowym - model  PYF18.
1982 – premiera pierwszego na świecie hybrydowego zegarka do nurkowania, SAD017, z dwujęzycznym wyświetlaczem do komunikacji podwodnej.
1983 – Seiko prezentuje pierwszy na świecie zegarek umożliwiający oglądanie telewizji -  Calibre DXV002 z ekranem.
1984 – debiut  pierwszego na świecie zegarka naręcznego z funkcjami komputera.
1990 – marka przedstawia pierwszego na świecie skomputeryzowanego zegarka do nurkowania „Scubamaster SBBK001”.
1996 – wprowadzenie mechanicznego zegarka nurkowego SKX007.
1998 – premiera Seiko Thermic, pierwszego zegarka termoelektrycznego.
1999 –  Seiko prezentuje pierwszego na świecie zegarek Spring Drive.
2000 – wprowadzenie SBDX001 Marinemaster.
2005 –  prezentacja pierwszego na świecie trójzakresowego zegarka sterowanego radiowo.
2006 – na rynku pojawia się pierwszy na świecie zegarek z wyświetlaczem elektroforetycznym (EPD).
2009 – zaprojektowano pierwszy od 41 lat nowy kaliber hi-beat w Grand Seiko.
2012 –  na targach Baselworld 2012 zaprezentowano pierwszy zegarek z wbudowanym odbiornikiem GPS.
2014 – Seiko zdobywa nagrodę „Petite Aiguille” na Grand Prix d’Horlogerie de Genève 2014.
2016 – na targach Baselworld Seiko prezentuje pierwszy zegarek z tourbillonem -  Seiko Credor Fugaku Tourbillon Limited Edition Watch.